# Rutidea hispida
Rutidea hispida är en måreväxtart som beskrevs av William Philip Hiern. Rutidea hispida ingår i släktet Rutidea och familjen måreväxter. Inga underarter finns listade i Catalogue of Life.